# Cổ Thành (phường)
Cổ Thành là một phường thuộc thành phố Chí Linh, tỉnh Hải Dương, Việt Nam.

## Địa lý
Phường Cổ Thành nằm ở phía tây nam thành phố Chí Linh, có vị trí địa lý:
- Phía đông giáp phường Văn An
- Phía tây giáp tỉnh Bắc Ninh
- Phía nam giáp huyện Nam Sách và xã Nhân Huệ
- Phía bắc giáp phường Phả Lại.

Phường Cổ Thành có diện tích 8,15 km², dân số năm 2018 là 7.246 người, mật độ dân số đạt 889 người/km².

## Lịch sử
Sau năm 1975, Cổ Thành là một xã thuộc huyện Chí Linh.
Ngày 16 tháng 1 năm 1981, Hội đồng Chính phủ ban hành Quyết định 19-CP. Theo đó, sáp nhập 3 thôn Phao Sơn, Thạch Thủy và Bình Giang của xã Cổ Thành vào thị trấn Phả Lại, sáp nhập các thôn Cổ Châu, Lý Dương, Đồng Tâm, Hoà Bình và các xóm An Thành, Ninh Giàng, Tu Ninh của xã Nhân Huệ vào xã Cổ Thành.
Ngày 12 tháng 2 năm 2010, Chính phủ ban hành Nghị quyết 09/NQ-CP thành lập thị xã Chí Linh trên cơ sở toàn bộ diện tích và dân số của huyện Chí Linh, xã Cổ Thành thuộc thị xã Chí Linh.
Ngày 10 tháng 1 năm 2019, Ủy ban Thường vụ Quốc hội ban hành Nghị quyết 623/NQ-UBTVQH14 (nghị quyết có hiệu lực từ ngày 1 tháng 3 năm 2019) thành lập phường Cổ Thành thuộc thị xã Chí Linh trên cơ sở toàn bộ diện tích và dân số của xã Cổ Thành và thành lập thành phố Chí Linh trên cơ sở toàn bộ diện tích và dân số của thị xã Chí Linh.